# Il pianoforte silenzioso
'Il pianoforte silenzioso è un cortometraggio muto italiano del 1910 diretto da Luigi Maggi e prodotto dalla casa torinese "Ambrosio". É noto per essere stato oggetto della prima vertenza legale sui diritti d'autore in campo cinematografico svoltasi in Italia.

## Trama
Roma, 1843. La giovane Giacomina, figlia di un cospiratore carbonaro, s'innamora del bel tenente Faldi, della guardia pontificia. Tutto li separa ed il suo amore è senza speranza, ma durante un'incursione della polizia nella sua casa, i cospiratori nascondono le armi nel pianoforte. Faldi la invita a suonarlo e quindi si accorge che lo strumento non funziona, ma quando scopre le armi accoglie la supplica di Giacomina di non denunciare il padre. Poco dopo scoppia una insurrezione e Faldi viene ferito da un colpo sparato proprio da una di quelle armi. Si trascina sino alla casa di Giacomina e muore davanti alla giovane disperata.

## Produzione
Il pianoforte silenzioso si basava su un soggetto presentato alla "Ambrosio" da Mario Bori, uno sconosciuto studente universitario torinese. Nonostante la casa di produzione cestinasse decine di proposte da tradurre nel cinema dalle quali veniva quotidianamente subissata, era rimasta in questo caso favorevolmente impressionata dalla vicenda, ed Angelo Gandolfi, uno degli amministratori della "Ambrosio", aveva compensato il giovane studente con l'importante somma di 50 lire, chiedendo poi ad Arrigo Frusta, direttore dell'ufficio soggetti dell'azienda, di adattarlo per lo schermo. 

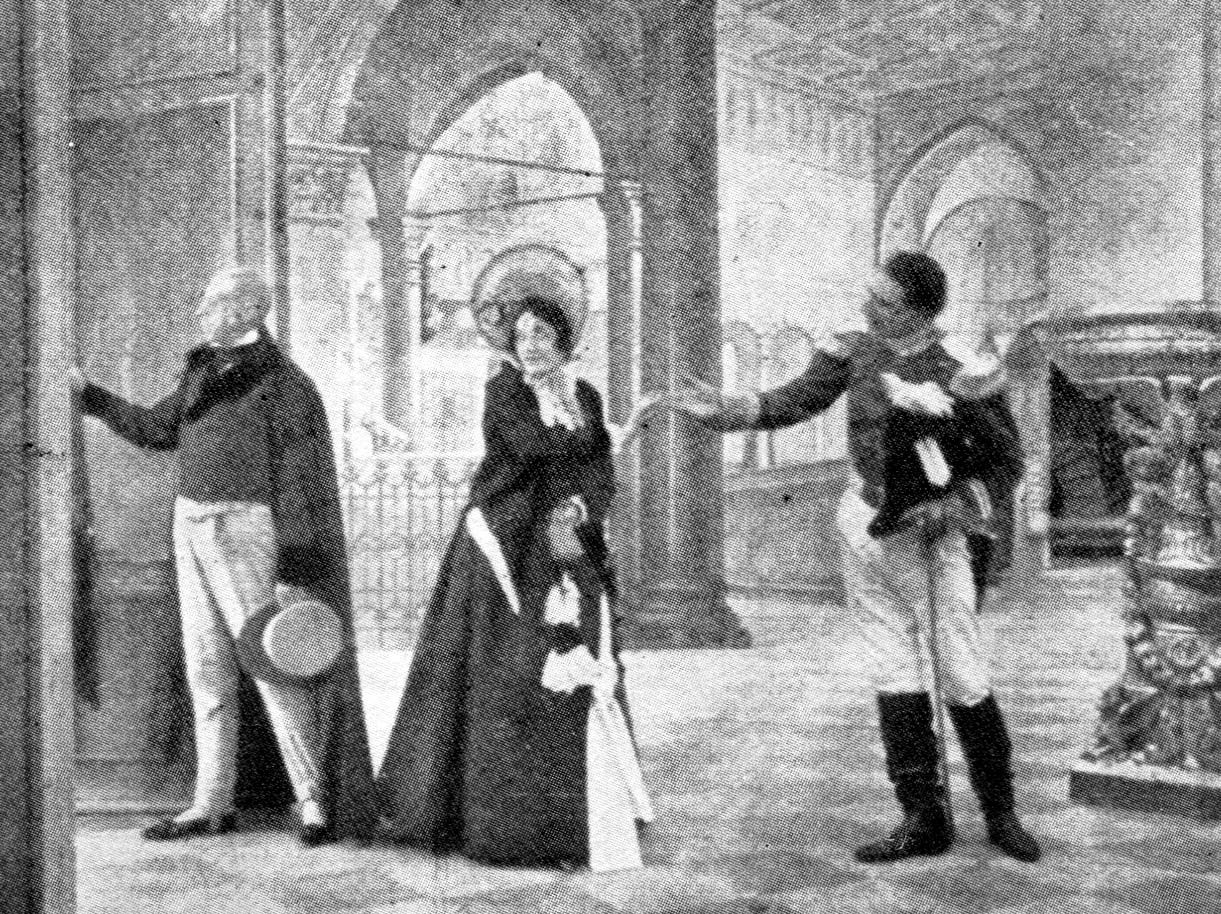
foto di scena

Frusta decise di cambiare l'ambientazione della vicenda dalla Polonia (in cui il giovane ufficiale protagonista del dramma era un cosacco) ad un contesto risorgimentale.
Il film, che in qualche caso venne presentato con il sottotitolo di Stato della Chiesa, 1843, fu realizzato tra la fine del 1909 e l'inizio del 1910 negli studi di produzione cinematografica che la "Ambrosio" utilizzava all'epoca nella via Nizza. Iniziò a circolare nel mese di marzo 1910.

## Accoglienza
Secondo le fonti disponibili, il film ebbe una positiva accoglienza da parte della critica che ne descrisse «l'azione serrata e ben eseguita, la buona messa in scena e la bella parte fotografica». La "Ambrosio" riuscì anche ad esportarlo in numerosi paesi, tra i quali gli U.S.A. e la Gran Bretagna, ed anche in questo caso la pellicola, nonostante la sua brevità, ottenne recensioni di apprezzamento.
Il cortometraggio della "Ambrosio"  è tra i non molti sopravvissuti al trascorrere del tempo: attualmente ne sono reperibili due copie, una in Italia, presso la Cineteca del Friuli, l'altra negli Stati Uniti, alla Biblioteca del Congresso.

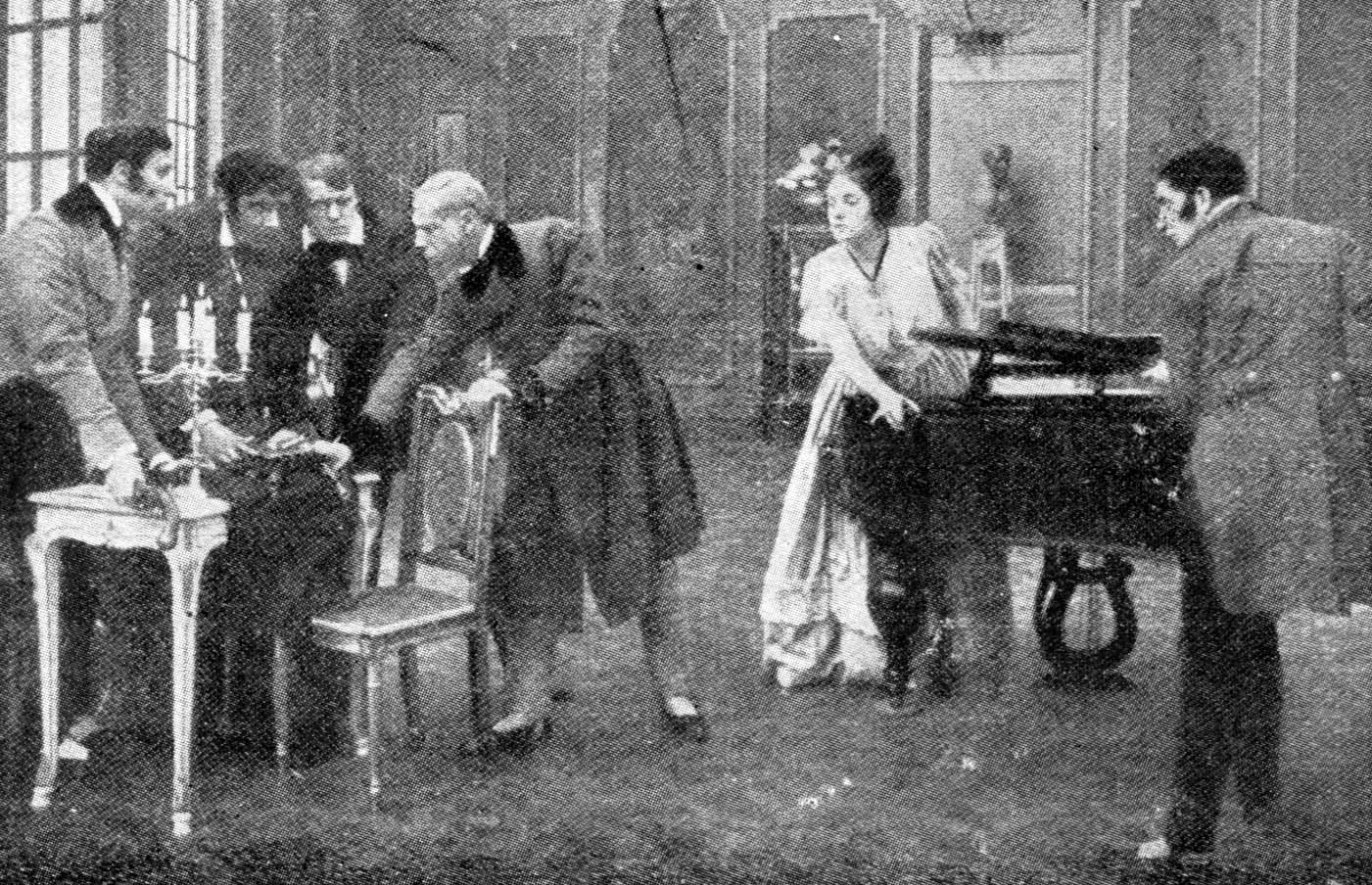
foto di scena

## Il processo per plagio
Il cortometraggio della "Ambrosio" sarebbe probabilmente finito nel novero indistinto degli oltre 50 film a soggetto editi dalla casa torinese nel solo 1910 (circa 100 se si considerano anche documentari e comiche) se non avesse originato il primo processo per plagio nel campo della cinematografia celebrato in Italia. La causa era stata avviata dallo scrittore Eugenio Cecchi, che nel 1911 si era visto rifiutare dal Teatro Argentina di Roma la trasposizione del suo racconto Vigilia d'armi, pubblicato nel 1909 sul periodico milanese Secolo XX, con la motivazione che analoga vicenda circolava in quegli stessi giorni nelle sale cinematografiche romane.
Il processo che si aprì arrivò, con alterne vicende, sino alla Cassazione, che infine nel novembre 1913 stabilì, grazie anche ad una perizia dell'autorevole letterato ed uomo politico Ferdinando Maria Martini, che la cinematografia ricadeva a pieno titolo nel campo di applicazione della tutela del diritto d'autore, benché la norma italiana che allora lo disciplinava fosse stata emanata nel 1882, quando il cinema ancora non esisteva. La "Ambrosio", nonché lo studente Bori, furono condannati a rifondere i danni a Cecchi, anche se poi quest'ultimo riconobbe la buona fede di Frusta e fu a sua volta accusato di aver copiato la sua Vigilia d'armi da un precedente racconto del 1885.
La causa suscitò un notevole interesse negli ambienti culturali italiani del tempo e la sentenza che ne seguì diventò un importante precedente giurisprudenziale fino a che la questione non fu poi regolata da una legge del 1925. La vicenda processuale ha dato quindi a Il pianoforte silenzioso più fama per l'innovazione sul piano giuridico che per i suoi meriti artistici